# Magyar férfi kosárlabda-válogatott
A magyar férfi kosárlabda-válogatott Magyarország nemzeti férfi kosárlabda-válogatottja, melyet a Magyar Kosárlabdázók Országos Szövetsége irányít.
A válogatott legnagyobb sikere az 1955-ös hazai rendezésű Európa-bajnokságon elért aranyérme, de az előtte levő 1953-as kontinenstornán ezüstérmet, míg 1946-ban bronzérmet szereztek. A nyári olimpiai játékokra négyszer jutott ki a férfi kosárlabda-válogatott, utoljára 1964-ben, legjobb helyezésük egy 9. hely az 1952-es olimpiáról. A világbajnokságra egyszer sem jutottak ki.
Érdekesség, hogy az 1949-es Európa-bajnokságon Magyarország (több kelet-európai országgal együtt) nem vett részt, mert nem értettek egyet azzal, hogy Egyiptom rendezi a tornát.

## Részvételei

### Nyári olimpiai játékok
- 1936: Nem jutott ki
- 1948: 16. hely
- 1952: 9. hely
- 1956: Nem jutott ki
- 1960: 9. hely
- 1964: 13. hely
- 1968: Nem jutott ki
- 1972: Nem jutott ki
- 1976: Nem jutott ki
- 1980: Nem jutott ki
- 1984: Nem jutott ki
- 1988: Nem jutott ki
- 1992: Nem jutott ki
- 1996: Nem jutott ki
- 2000: Nem jutott ki
- 2004: Nem jutott ki
- 2008: Nem jutott ki
- 2012: Nem jutott ki
- 2016: Nem jutott ki
- 2020: Nem jutott ki
- 2024: Nem jutott ki

### Világbajnokság
- 1950–2023: Nem jutott ki

### Európa-bajnokság
- 1935: 9. hely
- 1937: –
- 1939: 7. hely
- 1946:  Bronz
- 1947: 7. hely
- 1949: –
- 1951: –
- 1953:  Ezüst
- 1955:  Arany
- 1957: 4. hely
- 1959: 4. hely
- 1961: 6. hely
- 1963: 4. hely
- 1965: 15. hely
- 1967: 13. hely
- 1969: 8. hely
- 1971: –
- 1973: –
- 1975: –
- 1977: –
- 1979: –
- 1981: –
- 1983: –
- 1985: –
- 1987: –
- 1989: –
- 1991: –
- 1993: –
- 1995: –
- 1997: –
- 1999: 14. hely
- 2001: –
- 2003: –
- 2005: –
- 2007: –
- 2009: –
- 2011: –
- 2013: –
- 2015: –
- 2017: 15. hely
- 2022: 23. hely

#### Az 1955-ös Európa-bajnokságot nyert csapat tagjai
Bánhegyi László, Bencze János, Bogár Pál, Cselkó Tibor, Czinkán Tibor, Dallos János, Greminger János, Hódy János, Hódy László, Mezőfi Tibor, Papp Péter, Simon János, Tóth László, Zsíros Tibor (Szövetségi kapitány: Páder János)

## Szövetségi kapitányok
- Király István (1946–)[1]
- Páder János (1951–1963)[2]
- Zsíros Tibor (1964–1965)[3]
- Eszéki Rezső (1966–1973)[4]
- Balogh József (1974–1977)[5][6]
- Zsíros Tibor (1978–1979)[7]
- Ránky Mátyás (1980–1985)[8][9]
- Glatz Árpád (1985)[10][11]
- Juhász Sándor (1985–1986)[12][13]
- Mészáros Lajos (1986–1990)[14]
- Ránky Mátyás (1990–1991)[15]
- Patonay Imre (1992–1996)[16][17]
- Mészáros Lajos (1996–2001)[18][19]
- Varga Mátyás (2001–2003)[20][21]
- Zsoldos András (2003–2005)[22][23]
- Meszlényi Róbert (2005–2006)[24][25]
- Stojan Ivković (2007–2008)[26][27]
- Mészáros Lajos (2008–2011)[28][29]
- Rátgéber László (2012)[30][31]
- Stojan Ivković (2013–2023)[32]
- Gašper Okorn (2023–)[33]

## Külső hivatkozások
- A Magyar Kosárlabdázók Országos Szövetségének honlapja (magyarul)